# Oscar Johansson Schellhas
Oscar Nils Per Johansson, noto con il cognome Johansson Schellhas a seguito di matrimonio avvenuto nel maggio 2023 (6 maggio 1995), è un calciatore svedese, centrocampista dell'Hammarby.

## Carriera

### Club
Cresciuto nel settore giovanile dell'IFK Värnamo, ha esordito in prima squadra il 19 maggio 2013, disputando l'incontro di Superettan perso per 1-2 contro il GAIS.

### Nazionale
Nel 2014 ha giocato 2 partite con la nazionale svedese Under-20.

## Statistiche

### Presenze e reti nei club
Statistiche aggiornate al 3 luglio 2022.
| Stagione        | Squadra         | Campionato      | Campionato | Campionato | Coppe nazionali | Coppe nazionali | Coppe nazionali | Coppe continentali | Coppe continentali | Coppe continentali | Altre coppe | Altre coppe | Altre coppe | Totale | Totale |
| Stagione        | Squadra         | Comp            | Pres       | Reti       | Comp            | Pres            | Reti            | Comp               | Pres               | Reti               | Comp        | Pres        | Reti        | Pres   | Reti   |
| --------------- | --------------- | --------------- | ---------- | ---------- | --------------- | --------------- | --------------- | ------------------ | ------------------ | ------------------ | ----------- | ----------- | ----------- | ------ | ------ |
| 2013            | IFK Värnamo     | S1              | 2          | 0          | CS+CS           | 1+1             | 0               |                    | -                  | -                  |             | -           | -           | 4      | 0      |
| 2014            | IFK Värnamo     | S1              | 24         | 3          | CS+CS           | 2+1             | 0               |                    | -                  | -                  |             | -           | -           | 27     | 3      |
| 2015            | IFK Värnamo     | S1              | 27         | 1          | CS              | 1               | 0               |                    | -                  | -                  |             | -           | -           | 28     | 1      |
| 2016            | IFK Värnamo     | S1              | 30         | 1          | CS+CS           | 3+1             | 1+0             |                    | -                  | -                  |             | -           | -           | 34     | 2      |
| 2017            | IFK Värnamo     | S1              | 30         | 9          | CS              | 2               | 0               |                    | -                  | -                  |             | -           | -           | 32     | 9      |
| 2018            | Trelleborg      | A               | 13         | 0          |                 | -               | -               |                    | -                  | -                  |             | -           | -           | 13     | 0      |
| 2019            | Trelleborg      | S1              | 22         | 1          |                 | -               | -               |                    | -                  | -                  |             | -           | -           | 22     | 1      |
| 2020            | Trelleborg      | S1              | 30+2       | 2+0        |                 | -               | -               |                    | -                  | -                  |             | -           | -           | 32     | 2      |
| 2021            | IFK Värnamo     | S1              | 30         | 7          |                 | -               | -               |                    | -                  | -                  |             | -           | -           | 30     | 7      |
| 2022            | IFK Värnamo     | A               | 12         | 2          | CS              | 3               | 0               |                    | -                  | -                  |             | -           | -           | 15     | 2      |
| Totale carriera | Totale carriera | Totale carriera | 222        | 26         |                 | 15              | 1               |                    | -                  | -                  |             | -           | -           | 237    | 27     |

## Palmarès

### Club

#### Competizioni nazionali
- Superettan: 1

IFK Värnamo: 2021